# Бері (футбольний клуб)
ФК «Бері» — англійський футбольний клуб з міста Бері, графства Великий Манчестер. Тепер виступає у Другому дивізіоні, третьому за значенням футбольному турнірі Англії.

## Історія
Клуб був заснований 1885 року. Свою першу гру ФК «Бері» провів на стадіоні Ґігг Лейн 12 вересня 1885 року. Це був товариський матч проти «Вігана», у якому футболісти «Бері» перемогли з рахунком 4:3.
В 1887 році на Ґігг Лейн за 50£ була побудована перша трибуна. 
«Бері» двічі вигравав Кубок Англії. 21 квітня 1900 року вони у фіналі перемогли «Саутгемптон» з рахунком 4:0. Друга перемога була досягнута в 1903 році. Тоді ж, 18 квітня, був зареєстрований рекордний рахунок фіналу Кубка Англії. У фінальному матчі Бері здобув перемогу над Дербі Каунті з рахунком 6:0.
В 1906 році на Ґігг Лейн була побудована південна трибуна. А до 1922 року стадіон був переданий клубу як подарунок від Графа Дербі. В 1924 закінчилося будівництво Головної трибуни. В цей період поле на Ґігг Лейн було одним з найкращих у Футбольній лізі Англії.
В 1923 році «Бері» добилися підвищення, і до 1926 року вони досягли свого найвищого досягнення в Англійській лізі: четверті в Першому Дивізіоні. Але 2 роки по тому результати команди ставали все гірші, і до 1971 року «Бері» вперше досяг Четвертого Дивізіону Англії.
У сезоні 2001—2002 клуб вилетів в Другу Англійську лігу.
У травні 2005 року ФК «Бері», став першим футбольним клубом, який забив тисячу голів в перших чотирьох дивізіонах англійської футбольної ліги.
20 грудня 2006 року вони стали першою командою, яку зняли з Кубка Англії через те, що тренер випустив на поле дискваліфікованого гравця.

## Досягнення
- Кубок Англії переможці: 1900, 1903
- Кубок Футбольної ліги півфінал: 1963
- Lancashire Cup переможці: 1892, 1899, 1903, 1906, 1926, 1958, 1983, 1987
- Lancashire Junior Cup переможці: 1890
- Manchester Cup переможці: 1894, 1896, 1897, 1900, 1903, 1905, 1925, 1935, 1951, 1952, 1968